# Henri de Redinghen
Henri de Redinghen fut chronologiquement le 17e abbé du monastère de l'ordre des Prémontrés qui existe toujours, fondé en 1129 près de Louvain, dans le duché de Brabant, situé en 2021 toujours à Heverlee, dans le Brabant flamand de Belgique et que l'on nomme abbaye de Parc.
Cet abbé a administré l'abbaye de Parc de 1332 à sa mort, le 2 février 1339. Il a montré durant son abbatiat une dévotion particulière à sainte Barbe, mais a manqué d'audace face à l'adversité quand il s'est agi de lutter contre la famine, la pauvreté, les maladies et l'aliénation des biens de l'abbaye. 

## Chronologie
Henri de Redinghen est né à Louvain d'une famille patricienne,. Il meurt le 2 février 1339 et est enseveli au chœur de l'abbatiale du côté droit du maître-autel.

## Abbatiat

### Affaires courantes
Comme son prédécesseur Guillaume Bodenvlas de Lubbeek, l'abbé Henri de Redinghen obtient par lettres des indulgences pour ceux qui viendraient visiter l'église de l'abbaye de Parc.

### Affaires religieuses

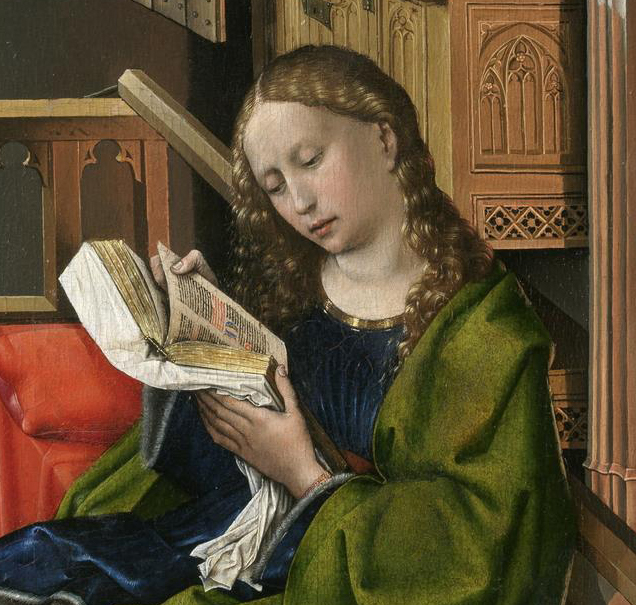
Sainte Barbara par Robert Campin (~1378-1444).

L'abbé Henri de Redinghem montre une estime particulière à sainte Barbe, vierge et martyre,. En outre, pour marquer sa dévotion envers elle, il donne au couvent 10 florins d'or pour offrir neuf leçons à la place de trois, à la fête de cette sainte.

## Postérité
Le cénotaphe de l'abbé Henri de Redinghen indique qu'il fut doux, c'est-à-dire que l'abbé n'eut pas la force de réagir face aux calamités que connurent l'abbaye de Parc à cette époque : conditions météorologiques très difficiles, famine, pauvreté, maladie. De plus, des biens ont été indûment aliénés, des gens malhonnêtes ayant profité de la mauvaise santé de l'abbaye pour acquérir certaines propriétés.
D'autre part, lors de l'agrandissement du choeur en 1630, on parvient à déchiffrer, sur la pierre funéraire très usée où est enterré l'abbé Henri de Redinghen, une inscription en latin,.
Enfin, dans son ouvrage cité plus bas, J.E. Jansen accompagne la chronologie de l'abbé Henri de Redinghen d'une indication en latin le concernant et qu'un outil informatique traduit de façon approximative par « Au-delà d'être né d'une famille patricienne, il est, aussi bien avant que pendant son mandat, le plus dévot à sainte Barbara, vierge et martyre, et adorateur ».

## Armes de l'abbé

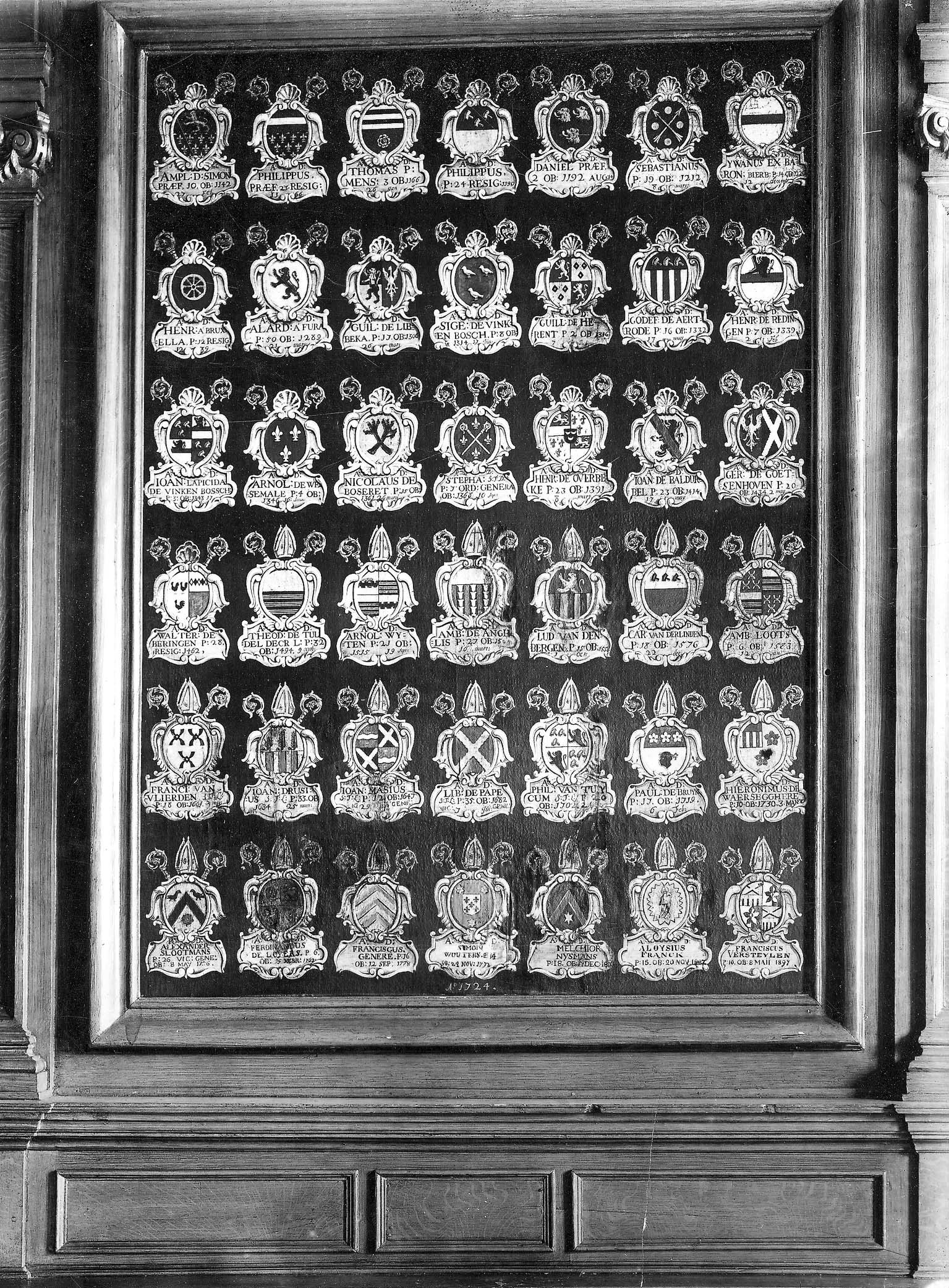
Armes des abbés de Parc (1724).

Le blasonnement des armes de l'abbé Henri de Redinghen est : d'argent à la fasce de gueules, sommée d'un lion issant, de sable, armé et lampassé de gueules. Ce blason apparaît ainsi sur le tableau des armes des abbés de Parc qui existe au sein de l'abbaye. Il est repris dans l'armorial des abbés de Parc. L'ouvrage de J.E. Jansen fait état d'un blasonnement fautif,.